# Uduba rajery
Uduba rajery is een spinnensoort uit de familie Udubidae. De soort komt voor in Madagaskar.